# Żydowszczyzna
Żydowszczyzna – nieistniejąca wieś na Białorusi, położona w obwodzie grodzieńskim w rejonie grodzieńskim w sielsowiecie Wiercieliszki. Rozsiedlona w latach 1983-1984 ze względu na bliskość zakładu azotowego "Grodno Azot" 

## Historia
Dawniej w województwie trockim Rzeczypospolitej Obojga Narodów. W czasach zaborów w granicach Imperium Rosyjskiego, w guberni grodzieńskiej. W latach 1921–1939 wieś leżała w Polsce, w województwie białostockim, w powiecie grodzieńskim, w gminie Wiercieliszki.
Według Powszechnego Spisu Ludności z 1921 roku zamieszkiwało tu 145 osób, 17 było wyznania rzymskokatolickiego, 128 prawosławnego. Jednocześnie 22 mieszkańców zadeklarowało polską przynależność narodową, 123 białoruską. Było tu 17 budynków mieszkalnych.
Miejscowość należała do parafii rzymskokatolickiej i prawosławnej w Grodnie. Podlegała pod Sąd Grodzki i Okręgowy w Grodnie; właściwy urząd pocztowy mieścił się w Grodnie.
Wieś znajdowała się w bezpośrednim sąsiedztwie ciekawego stanowiska archeologicznego interglacjału "Калодзежны Роў" (Studzienna fosa) gdzie w latach 1937-1938 prowadził badania prof. Ludwik Sawicki (archeolog). 
W wyniku napaści ZSRR na Polskę we wrześniu 1939 miejscowość znalazła się pod okupacją sowiecką. 2 listopada została włączona do Białoruskiej SRR. 4 grudnia 1939 włączona do nowo utworzonego obwodu białostockiego. Od czerwca 1941 roku pod okupacją niemiecką. 22 lipca 1941 r. włączona w skład okręgu białostockiego III Rzeszy. W 1944 miejscowość została ponownie zajęta przez wojska sowieckie i włączona do obwodu grodzieńskiego Białoruskiej SRR. W 1960 nazwa wsi została zmieniona na Прынёманская (Pryniemańska).